# Elecciones presidenciales de Rumania de 1974
Una elección presidencial indirecta se llevó a cabo en la entonces República Socialista de Rumania el 28 de marzo de 1974. Con la creación del cargo del Presidente de la República, el dictador comunista del país, Nicolae Ceaușescu, en el poder desde 1965, centralizó aún más sus ya amplias facultades ejecutivas siendo elegido presidente sin oposición por los 465 miembros de la Gran Asamblea Nacional, que actuaron como colegio electoral.
Aunque Ceaușescu ya era nominalmente jefe de Estado desde 1967, cuando obtuvo el cargo de "Presidente del Consejo de Estado", en la práctica ese cargo era ceremonial y su poder provenía del cargo de secretario general del Partido Comunista Rumano, único partido político legal del país. Al crearse la presidencia ejecutiva, Ceaușescu tenía ahora la potestad de gobernar por decreto, designar y destituir al presidente del Consejo de Ministros, al del Tribunal Supremo y al fiscal general, dominando a partir de entonces todos los poderes del estado. Ceaușescu sería presidente hasta su derrocamiento el 22 de diciembre de 1989, poco antes de terminar su tercer mandato.